# ZIL-112S
Der ZIL-112S (russisch ЗИЛ-112С) war ein Rennwagen des sowjetischen Herstellers ZIL aus den 1960er-Jahren und der Nachfolger des ZIS-112. Er wurde in der Sowjetunion in nationalen Rennen eingesetzt. Nur zwei Stück wurden gebaut.

## Historie

### Fahrzeug Nummer 1
Bereits in den Jahren 1957 und 1958 begann die Arbeit an dem Projekt, einen Nachfolger für den ZIS-112 herzustellen. 1961 war das erste Auto schließlich fertig. Es hatte einen V8-Ottomotor vom Typ ZIL-111, der dem gleichnamigen Personenwagen entnommen war. Das Triebwerk lieferte 240 PS (177 kW) bei 4000 Umdrehungen pro Minute. Wie bei allen späteren Versionen des Wagens wurde ein mechanisches Getriebe mit drei Vorwärtsgängen eingesetzt. Das Design der Karosserie aus Fiberglas war an den Ferrari 250 Testa Rossa angelehnt. Die Hinterachse war als De-Dion-Achse ausgeführt, vorne hatte das Fahrzeug eine Einzelradaufhängung. Das Fahrwerk wurde über die gesamte Zeit nicht verändert.
Im Jahr darauf (1962) erfolgte die erste Überarbeitung des Rennwagens. Eine geschlossene Karosserie wurde aufgesetzt, die das Fahrzeug nicht nur um 800 Millimeter verlängerte, sondern auch um 435 Millimeter höher werden ließ. Die Höchstgeschwindigkeit des Wagens stieg von 260 km/h auf 270 km/h.
Nach zwei Jahren (1964) wurde aufgrund von geänderten Bestimmungen ein GAZ-13 V8-Ottomotor mit nur noch 200 PS (147 kW) und verringertem Hubraum aus der GAZ-13-Limousine eingebaut. Bis 1967 war diese Änderung verworfen und stattdessen ein V8-Ottomotor vom neuen Typ ZIL-114 (ebenfalls aus dem gleichnamigen PKW entnommen) verbaut worden. Dieser leistete bei einem auf knapp sieben Liter vergrößerten Hubraum nun 270 PS (199 kW). Spätestens ab diesem Zeitpunkt erhielt das Fahrzeug Scheibenbremsen statt der Trommelbremsen.

### Fahrzeug Nummer 2
1963 war ein zweites Fahrzeug fertig, das ebenfalls mit einem V8-Ottomotor vom Typ ZIL-111 bestückt war, der auch 240 PS (177 kW) leistete. Dieses zweite Exemplar wurde ebenso wie die Variante Nummer 1 von 1961 mit offener Karosserie gebaut. Es kam jedoch ein dreieckiger Überrollbügel hinter dem Fahrer hinzu, was eine optische Unterscheidung ermöglicht. Dieses Fahrzeug hatte von Anfang an Scheibenbremsen.
1965 wurde der ZIL-114-Motor eingesetzt, der das Fahrzeug bis auf 270 km/h Spitzengeschwindigkeit beschleunigte.

### Verbleib
Ab 1969 wurden beide Wagen noch für Beschleunigungsrennen genutzt. Im Jahr 1977 kaufte ein Verein in Riga beide Wagen, der Fahrzeug 1 wieder aufbaute und nutzte. 1989 wurde es einem Fahrzeugmuseum übergeben, das es jedoch nicht ausstellte. Stattdessen ging es 1993 an einen schwedischen Autosammler, wo es nach letztem Kenntnisstand auf seine Restaurierung wartet.
Fahrzeug Nummer 2, auf den hiesigen Bildern zu sehen, ist in einem Fahrzeugmuseum in Riga ausgestellt.

## Technische Daten
| Motortyp:                | ZIL-111                                       | GAZ-13                                        | ZIL-114                                              |
| ------------------------ | --------------------------------------------- | --------------------------------------------- | ---------------------------------------------------- |
| Motor                    | V8-Ottomotor, vorn längs eingebaut            | V8-Ottomotor, vorn längs eingebaut            | V8-Ottomotor, vorn längs eingebaut                   |
| Hubraum                  | 5980 cm³                                      | 5526 cm³                                      | 6400 cm³ (später 6959 cm³)                           |
| Bohrung × Hub            | 100 × 95 mm                                   | 100 × 88 mm                                   | (108 × 95 mm)A                                       |
| Leistung                 | 176,5 kW (240 PS) bei 4000/min                | 147,1 kW (200 PS) bei 4000/min                | 198,6 kW (270 PS) bis 220,6 kW (300 PS) bei 4300/min |
| Vergaser                 | Doppelvergaser K-85                           | keine Angabe                                  | keine Angabe                                         |
| Verdichtung              | 10,5 : 1                                      | 9,3 : 1                                       | keine Angabe                                         |
| Ventilsteuerung          | unten liegende Nockenwelle, hängende Ventile  | unten liegende Nockenwelle, hängende Ventile  | unten liegende Nockenwelle, hängende Ventile         |
| Getriebe                 | 3-Gang mit Mittelschaltung (Hinterradantrieb) | 3-Gang mit Mittelschaltung (Hinterradantrieb) | 3-Gang mit Mittelschaltung (Hinterradantrieb)        |
| Spurweite vorn u. hinten | 1350 mm                                       | 1350 mm                                       | 1350 mm                                              |
| Radstand:                | 2600 mm                                       | 2600 mm                                       | 2600 mm                                              |
| Länge                    | 4200 mm (5000 mm)*                            | 4200 mm (5000 mm)*                            | 4200 mm (5000 mm)*                                   |
| Breite                   | 1640 mm (1626 mm)*                            | 1640 mm (1626 mm)*                            | 1640 mm (1626 mm)*                                   |
| Tankinhalt               | 120 Liter                                     | 120 Liter                                     | 120 Liter                                            |

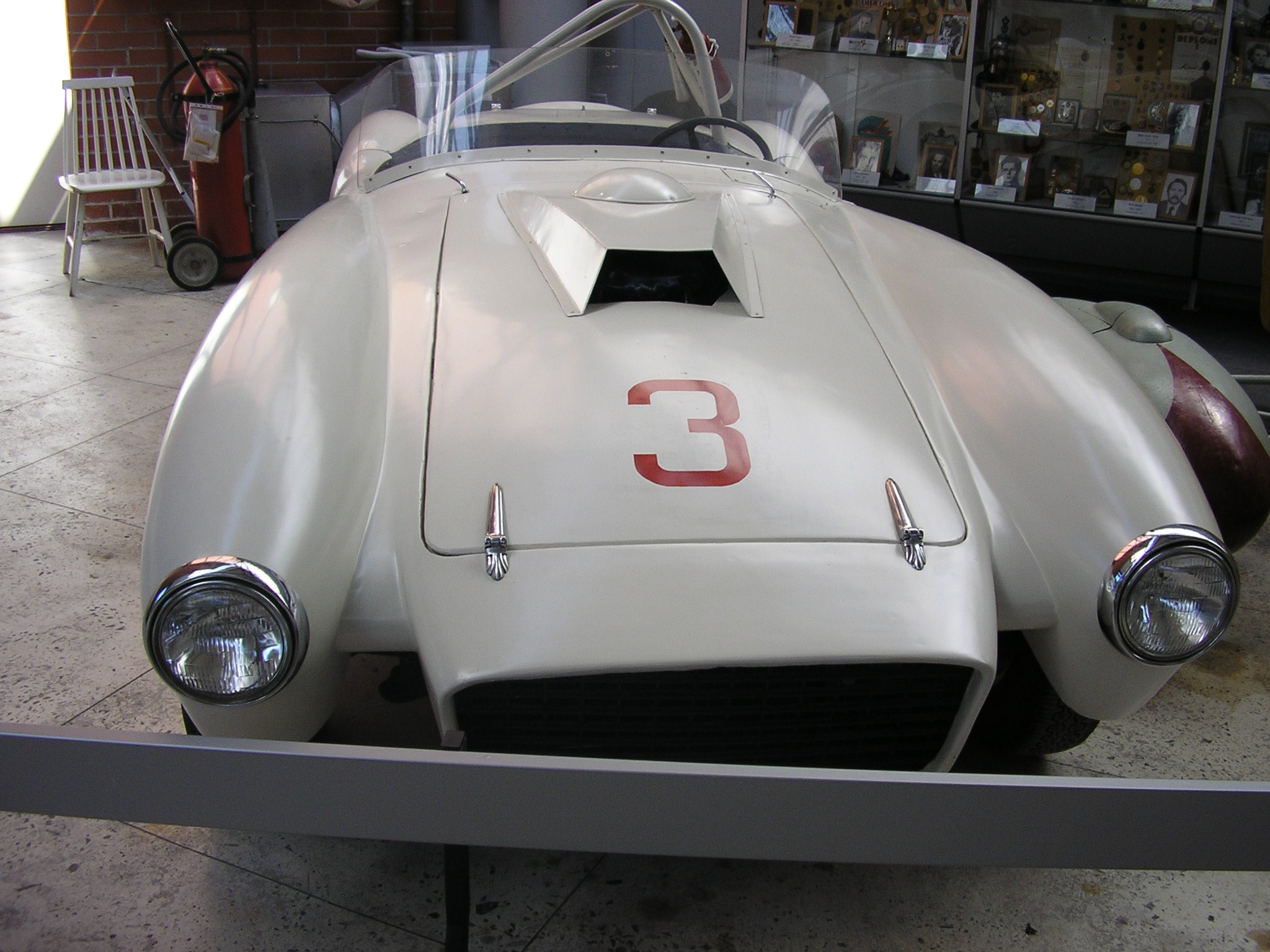
Frontansicht des Fahrzeugs Nummer 2

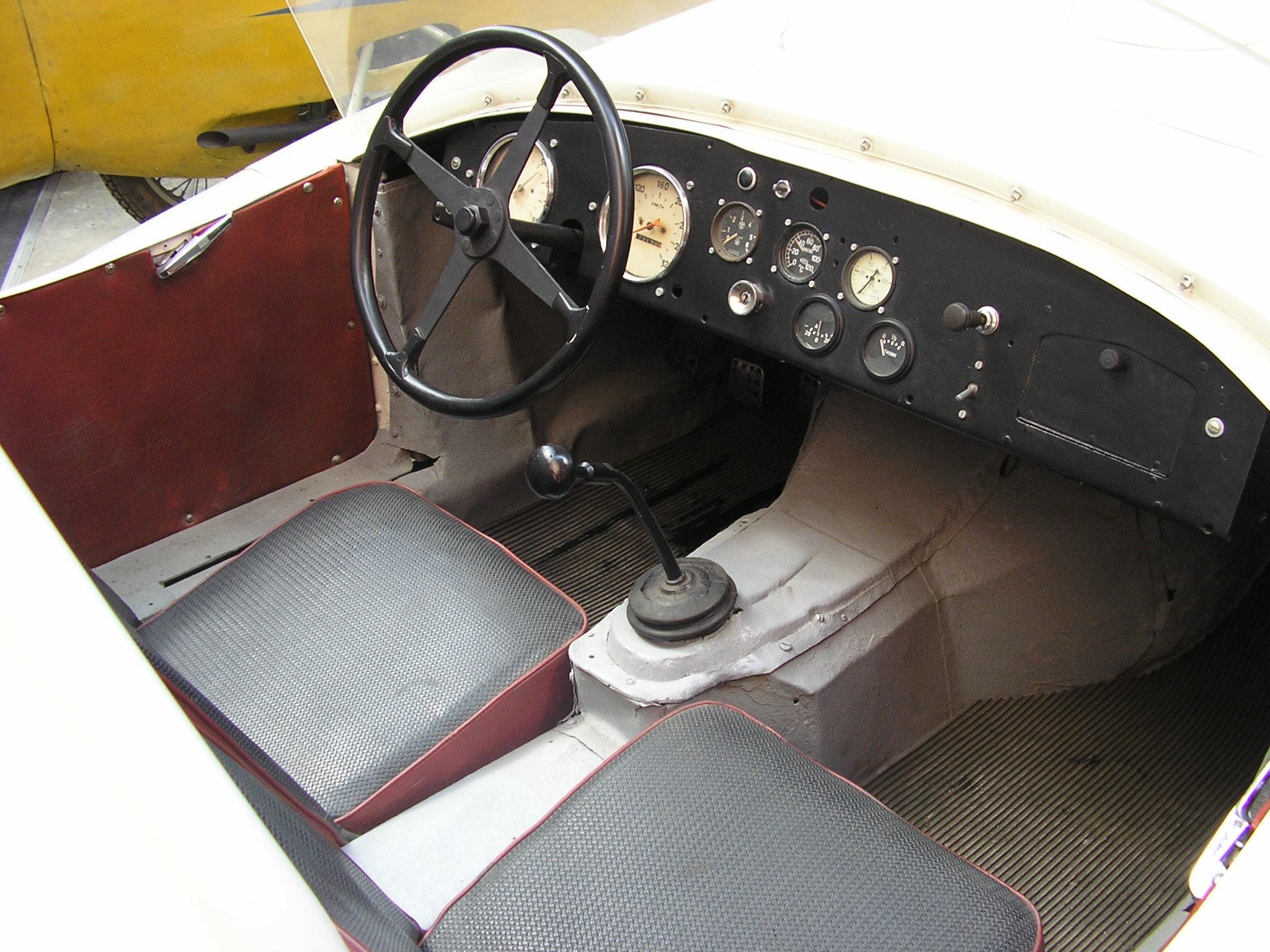
Innenansicht des Fahrzeugs Nummer 2

* Maße in Klammern für die geschlossene Variante von 1962

A: Bohrung- und Hubangabe für Motor mit 6959 cm³ Hubvolumen